# Katholische Militärseelsorge

Logo der Katholischen Militärseelsorge der Bundeswehr

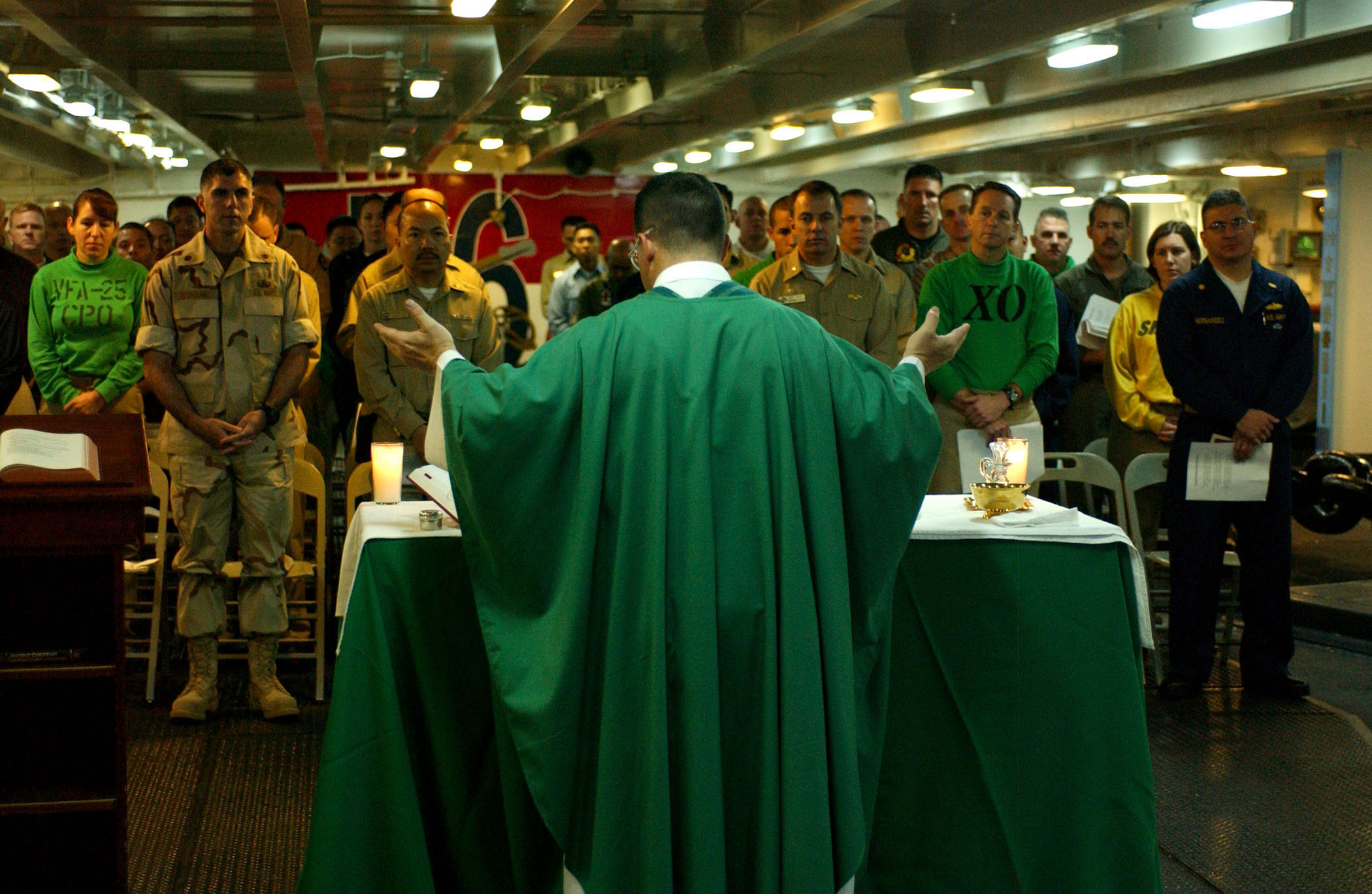
Heilige Messe auf der Ronald Reagan

Die Katholische Militärseelsorge ist die Militärseelsorge der römisch-katholischen Kirche.

## Geschichte
Die Militärseelsorge ist die älteste kirchliche Gruppenseelsorge. Bereits ab der Mailänder Vereinbarung von 313 kann von einer geordneten christlichen Militärseelsorge gesprochen werden. Im 6. Jahrhundert belegt das Decretum Gratiani, dass Geistliche mit der Genehmigung des Papstes Pelagius I. mit der ständigen Seelsorge von Soldaten betraut wurden. 742 wurde auf Betreiben des Erzbischofs von Mainz Bonifaz auf dem Deutschen Nationalkonzil (Concilium Germanicum) Klerikern das Waffentragen und die Teilnahme an Kriegen untersagt. Ausgenommen von dieser Regelung waren jene Priester, die dazu ausersehen waren, das Heer zu begleiten und die Gottesdienste abzuhalten sowie die Bußsakramente zu spenden. 769 in einem Kapitulare Karls des Großen werden diese Bestimmungen wiederholt; sie dürften für das gesamte Mittelalter Gültigkeit besessen haben.
Mit dem Aufkommen von stehenden Heeren in der frühen Neuzeit wurde auch die Militärseelsorge eine ständige Einrichtung. Die Feldkapläne waren jedoch keine freiwilligen Begleiter des Heeres mehr, sondern standen unter Eid und waren der militärischen Disziplin unterworfen. Im 16. Jahrhundert begann mit der Errichtung eigener Generalvikariate für die Armee die Institutionalisierung der Militärseelsorge.

## Kirchenrecht
Im Dekret Christus Dominus des Zweiten Vatikanischen Konzils (1965) wurde die Errichtung von Militärvikariaten (→Vikariat) angeordnet, „da auf die geistliche Betreuung der Soldaten wegen ihrer besonderen Lebensbedingungen eine außerordentliche Sorgfalt verwandt werden muß.“
Kirchenrechtlich ist die Militärseelsorge in „Militärvikariate“ gegliedert, die einer Diözese vergleichbar sind. Mit der Apostolischen Konstitution Spirituali militum curae (1986) wurden die zu errichtenden Militärvikariate, jetzt Militärordinariate genannt, rechtlich den Diözesen gleichgestellt und werden nach vom Heiligen Stuhl entworfenen Statuten geführt. An der Spitze steht der Militärordinarius, der einem Diözesanbischof gleichgestellt ist. In Deutschland wird das Amt nebenamtlich von einem Diözesanbischof ausgeübt. Zu seinem Jurisdiktionsbezirk gehören alle Soldaten sowie deren Familienangehörige.
Eine weitere Untergliederung der Militärordinariate ist gesamtkirchlich nicht festgelegt und wird unterschiedlich gehandhabt. Militärgeistliche sind keine wirklichen Pfarrer und leiten keine Pfarrei, sondern einen Seelsorgebezirk; dieser wird in Österreich „Militärpfarre“ genannt.